# ダンクとエッグの物語
『ダンクとエッグの物語』（Tales of Dunk and Egg）は、ジョージ・R・R・マーティン著のファンタジー小説シリーズである『氷と炎の歌』の世界を舞台にし、同シリーズの90年ほど前を描く、中編からなるシリーズである。2021年2月の時点で3作が書かれている。
- 草臥しの騎士(旧題:放浪の騎士) The Hedge Knight
- 誓約の剣 The Sworn Sword
- 謎の騎士 The Mystery Knight

上の3作をおさめた『A Knight of the Seven Kingdoms』が2015年10月6日に出版され、2016年12月20日に日本語訳『七王国の騎士』が出版された。
シリーズは、『氷と炎の歌』の時代より前の、伝説的な〈王の盾〉の総帥であり、サー・ダンカン・ザ・トール(“長身のサー・ダンカン”)と呼ばれることになるダンクと、後にエイゴン・ターガリエン五世として王位につくことになるエッグの冒険を、『氷と炎の歌』の時代の89年前から長期にわたって描くことになっている。作者は、2人の主役のほぼ全人生を描くため、6篇から12編の物語が書かれるだろうとインタビューで語っている。
ダンクはキングズランディングの〈蚤の底〉の下賤な生まれであり、極めて長身であることを見込まれて主を持たずに賞金稼ぎと臨時雇いと野宿を繰り返す〈草臥しの騎士〉の従士となり、やがて騎士となる。エッグは騎士にあこがれるターガリエン王族であるが、身をやつし家族から離れているときにダンクと知り合う。〈ブラックファイアの反乱〉の波紋が残る中、二人は七王国中を放浪する。

## 草臥しの騎士
シリーズ最初の中編であり、ロバート・シルヴァーバーグによって編集されたアンソロジー“Legends”（日本語題『伝説は永遠に』）に収められて1998年に出版された。後に6冊からなるコミックになり、さらに グラフィックノベルとしてまとめられている。『伝説は永遠に』では「放浪の騎士」というタイトルであったが、日本語訳されて出版された『七王国の騎士』では「草臥しの騎士」と改題されている。河間平野のアッシュフォードを舞台とする。
夜の間に老齢の〈草臥しの騎士〉サー・アーラン・オブ・ペニーツリーが亡くなり、従者である大男のダンクはサー・アーランを埋葬し、最後の祈りを唱える。今後進むべき道を熟慮した末、ダンクはアッシュフォードへの旅を続け、騎士として馬上試合に出ることにし、サー・アーランの鎧、武器、3頭の馬、そして残りの金を引き継ぐ。街道沿いの旅籠で、ダンクはエッグと言う名の頭を剃った生意気な少年に出会い、少年はダンクの従者になってやると申し出る。〈長身のサー・ダンカン〉(サー・ダンカン・ザ・トール)と名乗るようになったダンクは断るが、エッグは密かにアッシュフォードまで追いかけて来る。ダンクは少年の情熱に感じ入り、馬上試合に備えてエッグを従者とする。
アッシュフォードで、ダンクはペイトという職人に自分の体に合う鎧を作ってもらうため、1頭の馬を売る。ダンクは、サー・ステッフォン・フォソウェイの従弟で従者である、レイマン・フォソウェイの友人になる。騎士である証拠がないため、ダンクは馬上試合には出られないと思われたが、王の世継ぎであるプリンス・ベイラー・ターガリエンが保証人となってくれる。サー・アーランの血筋でないものはその武器を引き継ぐことはできないため、ダンクはドーン出身の人形遣いの娘に盾の塗り直しを依頼する。ダンクはエッグを肩車し、庶民に交じって最初の日の試合を見学する。鮮やかな武技が見られたあと、プリンス・ベイラーの甥プリンス・エリオン・ターガリエンは馬上槍試合でサー・ハンフリー・ハーディングの馬を狙うという不名誉な行動をとる。
その夜、ダンクがフォソウェイ家のテントでレイマンと酒を飲んでいた時、人形遣いの娘がプリンス・エリオンに痛めつけられているとエッグが知らせに来る。ダンクは思わず彼女を守り、エリオンの顔を殴り足蹴にしてしまう。プリンスの護衛はダンクを逮捕し、エッグは自分がエリオンの弟のプリンス・エイゴンであることを明らかにしてダンクの命を救う。エッグは牢にダンクを訪れ、長兄のプリンス・デイロンの従者になるつもりだったが、臆病で酔っぱらいのデイロンが逃げ出したため、従者になる夢を果たそうと名を偽っていたと言う。ダンクは再びプリンス・ベイラーと会い、プリンスを殴った手と蹴った足の切断刑を受けるよりは決闘裁判を選ぶ。だがプリンス・エリオンは〈七の審判〉を要求し、その兄の、旅籠で酔い潰れていたプリンス・デイロンもまた、エッグを誘拐した罪でダンクを告発する。アッシュフォード公、プリンス・ベイラー、そしてエリオン、デイロン、エッグの父であるプリンス・メイカーからなる会議は、プリンス・エリオンの要求を受け入れざるを得ない。ダンクは告発側の7人の騎士に対抗して、共に戦ってくれる6人の擁護者の騎士を見つけなければ、裁判を放棄して切断刑を受け入れざるを得ない。
ステッフォン・フォソウェイがダンクの最初の擁護者となる。レイマンとステッフォンは、他にも擁護者を探してくると約束する。エッグもまたダンクのために擁護者を見つけてくると約束する。プリンス・デイロンがテントに現れ、酔いつぶれていた間に弟の行方を見失ったため、ダンクへの告発をでっち上げたと白状し、父親メイカーが武勇名高い〈王の盾〉から3人を決闘に出すつもりであると警告する。デイロンはまた、死滅したはずのドラゴンとダンクの夢を見たといい、自分の夢は常に正夢になるため、ターガリエン家の象徴であるドラゴンの死は、ダンクがターガリエン家の者を殺すことではないかと恐れる。
ダンクは再び職人のペイトに会い、新しい盾を受け取る。決闘裁判の朝、レイマンは、プリンス・エリオンから受けた屈辱の復讐を求める、サー・ハンフリー・ハーディングとサー・ハンフリー・ビーズベリーを連れて戻る。エッグは、〈七の審判〉で名を上げようとする、サー・ロビン・リースリングと“笑う嵐”サー・ライオネル・バラシオンを連れてもどる。ステッフォンも戻るが、領主にするという報酬に釣られて告発者側で戦うと言う。従兄の裏切りに怒り、レイマンは騎士となってステッフォンの代わりに戦いたいと言うが、ダンクは騎士に叙することを躊躇する。ダンクがアッシュフォード公に呼ばれている間に、サー・ライオネルがレイマンを騎士に叙する。7人目の騎士が見つからないため、ダンクは観衆に訴えかけるが誰も進みでない。そこで、3人の家族が告発者の側で戦うにもかかわらず、プリンス・ベイラー自身がダンク側に加わると宣言する。
会場の両側に14人の擁護者が並び、馬上試合が始まる。告発者側はプリンス・メイカー、プリンス・エリオン、プリンス・デイロン、〈王の盾〉の3人、そしてサー・ステッフォンである。ダンクはプリンス・エリオンに向かうが、すぐに落馬する。だが、ダンクはプリンス・エリオンを引きずり倒し、大きな体が生かせる路地での喧嘩の要領でプリンス・エリオンを盾で殴り、降伏させる。プリンス・エリオンは告発を取り下げ、裁判は終わる。戦いで二人のサー・ハンフリーが命を落とす。プリンス・ベイラーがダンクに近づき祝福するが、酔っているかの様子を見せる。潰れた兜を脱いだ時、息子のプリンス・ヴァラーのために作られたさほど頑丈ではない兜が、頭への打撃を防げなかったことが明らかになり、プリンス・デイロンの予知夢は現実になる。葬儀の後、プリンス・メイカーはダンクに会い、自分の棍棒が兄プリンス・ベイラーを殺したと言う。彼は息子プリンス・エリオンの行動を残念に思い、ダンクが自分の家来となり、末息子のプリンス・エイゴンを従者として教育してくれと申し出る。だがダンクは放浪の旅を続けたいと言い、エッグを従者にしてまともな騎士に育てると申し出る。ダンクとエッグは、ダンクが助けた人形遣いの娘を探すためにドーンに旅立つ。

## 誓約の剣
第二の中編は ロバート・シルヴァーバーグ編の”Legends II” (日本語未訳)に収められて2003年に出版された。　また、ベン・エイヴリーが作者に加わり、マイク・S・ミラーの絵で、 マーベル・コミック協力によりグラフィックノベル化もされており、2007年6月20日に出版されている。『七王国の騎士』に収められている。河間平野を舞台とする。

ダンクとエッグは、アッシュフォードでダンクが救った人形遣いの女を探してドーンに旅するが、見つけることができない。二人がドーンに居る間に、ウェスタロスでは〈春の疫病大流行〉と呼ばれる疫病が大流行する。さらに大旱魃も起きたため、二人は放浪の旅を中断し主君に仕えることにする。物語は、ダンクが不落城(スタンドファスト)のサー・ユースタス・オズグレイに奉仕の誓いを立てたところに始まる。サー・ユースタスは衰えた老人であり、その家はかつて冷濠城(コールドモウト)の領主であった。ダンクとエッグの冒険によって、ウェスタロスの封建社会のいくつかの側面が明らかになる。また、〈ブラックファイアの反乱〉の出来事と196ALの〈赤草ヶ原の戦い〉による反乱の終結がサー・ユースタスによって語られる。
補給品を積んで、ダンクとエッグは不落城に戻る旅をする。帰る途中、ダンクと、もう一人の誓約の騎士〈茶色の盾のサー・ベニス〉は小川が干あがった理由を調べに寄り道をする。二人は、冷濠城のレディ・ローアン・ウェバーに仕える農民がダムを築いて水を独占していたことを発見する。サー・ベニスは一人の農民に切りつけて農民たちを追い払う。サー・ユースタスは、家の蜘蛛の紋章と赤毛と四人の夫に先立たれたことと恐ろしい評判によって、"紅後家蜘蛛"と呼ばれているレディ・ローアンが、領民の怪我を咎めるだろうと予想し、戦争に備えて領地から農民を徴兵して訓練するようダンクとサー・ベニスに命じる。
平和的に解決するため、サー・ユースタスはダンクを冷濠城に送ってダムと領民の怪我について話し合いをさせる。冷濠城に入り、ダンクは、レディ・ローアンが父の二回目の命日までに五番目の夫と再婚しないと領地を従兄弟に奪われることを知る。長身のためロング・インチとして知られる、横柄な城代サー・ルーカス・インチフィールドが、最も熱心な求婚者である。だがロング・インチはレディ・ローアンよりはるかに年上で、醜く、粗野で、残酷で、すでに一度彼女に拒絶されている。ダンクはレディ・ローアンと面会し、二人は互いに魅かれるものを感じる。ダンクはまた、領主としての敬意を払われていないレディ・ローアンがロング・インチに敵意を抱いていることに気づく。
ダンクは、ダムの建設に関しても、領民の怪我の処理についても彼女の心を動かすことはできない。レディ・ローアンはサー・ユースタスがかつて王位僭称者デイモン・ブラックファイアを支持した反逆者であり、領土の大部分を没収されたことを教える。レディ・ローアンがサー・ユースタスを嫌う真の理由は、〈赤草ヶ原の戦い〉で二人の兄と共に死んだ、サー・ユースタスの末息子をかつて愛していたためである。レディ・ローアンの最初の夫もまた、〈赤草ヶ原の戦い〉で彼女の父親の従者を勤めている時に死んでいる。二番目の夫の老いた騎士は風邪で死に、三番目の夫は鳥の骨を喉に詰まらせて死に、四番目の夫は〈春の疫病大流行〉で死に、レディ・ローアンは25歳になるまでに四人の夫を亡くしている。
サー・ユースタスが過去に反逆していたことに衝撃を受け、ダンクは不落城に戻って奉仕を辞めると告げる。その夜、サー・ユースタスの森が炎につつまれる。レディ・ローアンが、もしも彼女の判決を受け入れるためにサー・ベニスが送還されなければ、サー・ユースタスに”炎と剣”をもたらすとダンクに伝えていたため、森が燃えたことは彼女の発言に符合している。ダンクは、レディ・ローアンが翌朝には騎士を送りこみ、たった8人しかいないサー・ユースタスの農民兵を殺戮するだろうと恐れて農民兵を解散させる。サー・ユースタスは怒るが、レディ・ローアンとその軍勢に立ち向かうとダンクは約束する。
川のほとりで、ダンクとサー・ユースタスは、レディ・ウェバーと、ロングインチが率いる30人以上の武装兵に立ち向かう。ダンクは、レディ・ローアンと平和交渉をするために川の浅瀬に向かうが、そこでは水音によって川岸の両軍に立ち聞きされることはない。ダンクが川に入る前に、サー・ユースタスは、かつて祖先の”小さき獅子”が襲撃軍のラニスター王を殺して、河間平野を守ったことをダンクに思い出させる。ダンクがレディ・ローアンを殺して脅威を取り除き、過去の争いの仕返しをすることを望んでのことである。
だがダンクは、この不名誉な助言に従わず、自らの頬を切りつけて、農民の怪我の借りを返す。だがレディ・ローアンが森を燃やしたとサー・ユースタスが告発した件は未解決のままである。レディ・ローアンは、サー・ユースタスのような弱い敵に譲歩して弱みを見せられないという。そんなことをすれば、周囲の領主が彼女の領地を奪い、父の遺言によって解雇を禁じられたロング・インチが、力づくで彼女と結婚するだろうと恐れる。
両者ともに、この件をダンクとロング・インチの決闘裁判で決着させることで同意する。川が両者の唯一の中立地帯であるため、二人は川の中で戦う。川に入る前に、ロング・インチは、ダンクを殺した後でレディ・ローアンと結婚するつもりだと彼女に言い、拒絶などは子供のわがままとしか考えていないそぶりを見せる。ダンクは負けそうになるが、相手をつかんで川の中に引きづり込んで刺し殺す。ダンクは溺れるが、レディ・ローアンの鉄諸島出身のメイスターによって蘇生させられる。
重傷を負ったダンクは冷濠城に連れて行かれ手当てを受ける。目を覚ました時、ダンクはサー・ユースタスとレディ・ローアンが和解して結婚したことを知る。これで2年以内に結婚すれば領地を保てるという、レディ・ローアンの父の遺言は充たされ、サー・ユースタスにも跡継ぎをもうける望みが生じている。ダンクが去る前に、レディ・ローアンは謝罪の印として最高の牡馬を提供する。ダンクは、それほどの馬には自分は相応しくなく、彼女からもらいたいものは馬ではないと言って断る。レディ・ローアンは、自分を忘れないように何かを受け取って欲しいと言い、ダンクは情熱的に彼女にキスをする。エッグは、レディ・ローアンがダンクに贈ると約束した馬はどうなったのかといぶかる。ダンクは、馬は欲しくはなく、レディ・ローアンを忘れないためにその長い髪を切ってもらいうけたと言う。ダンクはエッグに、父の家に戻りたいかと尋ねるが、エッグは断り、まだ〈壁〉を見たことがないという。ダンクとエッグは北部に向かって再び旅を続ける。

## 謎の騎士
第三の中編は、ジョージ・R・R・マーティンとガードナー・ドゾワによって編集されたアンソロジー"Warriors"(日本語未訳)に収められて2010年に出版された。『七王国の騎士』に収められている。リヴァーランドを舞台とする。
「誓約の剣」と同様に、物語はエイリス・ターガリエン一世の治世を舞台とし、〈ブラックファイアの反乱〉の余波がさらに詳細に描かれている。
物語は、ダンクとエッグが〈石の聖堂の町〉(ストーニー・セプト)を離れるところに始まる。北部海岸へのグレイジョイ家の襲来を撃退するためにベロン・スターク公が兵を募集しており、二人はスターク公に仕えるために北部へ向かおうとしている。その途中、断首された司祭を目にする。ダンクは司祭が〈王の手〉の血斑鴉公(ブラッドレイブン)を批判する説教をしていたこと、血斑鴉公があらゆる場所にスパイを放っていることを思い起こす。旅の途中、橙色の野に3つの黒い城を紋章とする、星嶺城(スターパイク)のゴーモン・ピーク公が率いる旅の一行に出くわす。旅の一行の中には、アリン・コクショー公と、豪華な装いの〈草臥しの騎士〉を名乗る〈フィドル弾きのサー・ジョン〉もいる。ピーク公とコクショー公はダンクを疑って侮辱するが、サー・ジョンは礼儀正しくふるまう。サー・ジョンはアンブローズ・バターウェル公の婚儀に参加しないかとダンクを誘う。バターウェル公とフレイ家の娘との婚儀を祝うために馬上試合が催され、優勝賞品はドラゴンの卵であると言う。
ダンクはゴーモン・ピーク公に嫌悪感を抱いて誘いを断る。ダンクがかつて従者として使えたサー・アーランによれば、甥であり従者であったペニーツリーのロジャーが〈赤草ヶ原の戦い〉でピーク公に殺されたためである。エッグは、ピーク公の橙色の野に3つの城の紋章は、ピーク家がかつては3つの城を所有したことに由来するが、ピーク公がデイモン・ブラックファイアに味方したため2つは王に没収されたとダンクに教える。
ダンクは3人の〈草臥しの騎士〉と知り合う。サー・メイナード・プラム、〈霧深き湿原の猫のサー・カイル〉、そしてデイモン・ブラックファイアのために戦った有名な戦士である”火の玉”クウェンティン・ボールの落とし子であると主張する、若い騎士サー・グレンドン・ボールである。ダンクは3人に誘われて気を変え、婚儀に行くことにする。
婚儀は白亜城(ホワイトウォール)で行われ、フレイ公が4歳の世継ぎ(ウォルダー・フレイ)と、バターウェル公に嫁ぐ15歳の娘を連れて到着する。エッグは、バターウェル公は〈ブラックファイアの反乱〉ではどちら側にもつかなかったが、息子の一人は"赤きドラゴン"と呼ばれるデイロン・ターガリエン二世に、別の一人は"黒きドラゴン"と呼ばれる僭称者デイモン・ブラックファイアに味方したとダンクに教える。バターウェル家のいずれかが必ず勝者の側につくように企んだものであったが、息子は二人とも〈赤草ヶ原の戦い〉で死んでいた。エッグは次第に婚儀に関する疑いを強め、旗や紋章の多くは反逆者"黒きドラゴン"に味方した貴族のものであると教える。ダンクは、〈赤草ヶ原の戦い〉は10年以上も前のことであり、過去は過去であるとエッグに言う。婚儀では小人の一座が芸を見せて客を楽しませる。ダンクはサー・ジョンに指名されて床入りのために花嫁を寝室に運ぶ。サー・ジョンは街道でダンクに気がついたと言い、ダンクが〈王の盾〉の白い鎧を着て、以前から自分の夢に現れていたと言う。サー・ジョンは、彼の夢は常に正夢になると言い、かつて彼は兄弟の死を夢に見ており、白亜城でドラゴンが卵から孵る夢も見たと言う。
ダンクは、"吊るし首の騎士"と名乗る謎の騎士として、最初の馬上槍試合に出ることを決める。サー・ロングインチとの戦いで盾を壊し、かつてつるし首が描かれた盾を買って使っていたためであり、アッシュフォードのサー・ダンカン・ザ・トールの話を聞いた者がいるかもしれず、エッグの正体が明るみに出ることを恐れていたためである。だがダンクは、"蝸牛の騎士"として知られるサー・ユーサー・アンダーリーフに敗北する。失神したダンクは意識を取り戻し、取り決めに従い、サー・ユーサーに鎧と馬を差し出す。補償金を払って取り戻す余裕がないため、ダンクは落胆する。サー・ユーサーは、ある人物が彼に金を払ってダンクを殺させようと企み、もう少し額が多ければ実際にダンクを殺したかもしれないという。馬上槍試合が再開する前に、ドラゴンの卵が盗まれ、サー・グレンドン・ボールが疑われてピーク公によって囚われる。
ダンクは、エッグが行方不明であることに気づいて探し始める。探索中、ダンクはアリン・コクショー公に殺されそうになる。コクショー公はサー・ジョンがダンクに寄せる関心に嫉妬し、サー・ユーサーに金を払ってダンクを殺させようとしたと告白する。ダンクはコクショー公を井戸に投げ込んで切り抜けるが、短剣で傷を負う。サー・メイナード・プラムがダンカンを助けに来るが、その正体は血斑鴉公の数多のスパイの一人であり、サー・ジョンの真の名前は、父デイモン・ブラックファイアと同じデイモンであることが明らかになる。
ダンクは聖堂に赴き、エッグの正体を知り恐怖するバターウェル公とエッグを見つける。エッグはバターウェル公に、エッグとダンクは馬上試合を調査するために送られたスパイであり、父のプリンス・メイカーが軍を引き連れて来るところだと嘘をついている。バターウェル公の義理の息子の、黒のトム・ヘドルが現れ、プリンス・メイカーの愛息のエッグを殺して戦争を起こそうとする。トム・ヘドルは、ダンクの馬上試合の不得手ぶりを嘲るが、ダンクは自分は剣のほうが得意だと答える。だがトム・ヘドルはダンクの警告に耳を貸さず、ダンクに喉を突きさされて死ぬ。ダンクはバターウェル公と共に逃げるようエッグに命じる。エッグが逃げる時間を稼ぐため、エッグはサー・ジョン実はデイモン・ブラックファイアに向かって、ゴーマン・ピーク公はドラゴンの卵を盗んだ罪で、無実のサー・ボールを捕えていると訴える。
デイモンはこれに怒り、サー・ボールに決闘裁判で無実を証明する機会を与える。サー・ボールはしたたかに馬上槍試合でデイモンを破り、泥の中に打ち倒したため、観客はデイモンを"茶色いドラゴン"と呼んで嘲笑する。この時までに、エッグの叔父の〈王の手〉ブリンデン・リヴァーズ、またの名を血斑鴉公に率いられる大軍が白亜城を包囲し、デイモンは捕えられ、居合わせた公や騎士の大部分は戦わずに降伏する。ダンクは、槍先にゴーマン・ピーク公の首と黒のトム・ヘドルの首を刺して表に飾る天幕の中で、血斑鴉公に面会する。エッグもその場におり、サー・グレンドン・ボール、ダンク、そして他の〈草臥しの騎士〉達は報酬を受けるべきだと要求する。血斑鴉公は、エッグが以前に増して勇敢になり自信にあふれ、エッグこそが、デイモンが夢に見たドラゴンであると気づく。バターウェル公は血斑鴉公の面前で怖じ気づき、その富の10分の1だけを保つことを許される。だが白亜城は王に没収され、取り壊されることになる。エッグの求めに応じて、血斑鴉公はダンクの鎧を取り戻すため金貨を渡す。エッグはドラゴンの卵はどうなったのか血斑鴉公に尋ねる。血斑鴉公は、自分のスパイが城の秘密の通路を通って、警備された部屋から卵を盗み出したのだと語る。エッグは、大人の男は狭い通路を通れないだろうと言う。血斑鴉公は、子供なら通れると答える。あるいは小人でも通れるだろうと、ダンクは口に出し、婚儀で芸をしていた小人たちの事を思い出す。

## シリーズの時代のターガリエン家
|                                                        |                                                        |                                                        |                                                        |                                                        |                                                        |  |  | レイニラ                                       |                                                |                                                |                                                |                                                |                                                |  |  |                                                  |                                                  |                                                  |                                                  |                                                  |                                                  |  |  |                    |                    |                    |                    |                    |                    |  |  |          |          |                  |                  |                  |                  |                  |                  |          |          |                            |                            |                            |                            |                            |                            |                      |                      |                      |                      |                      |                      |            |            |      |      |      |      |      |      |  |  |        |        |        |        |        |        |  |  |
|                                                        |                                                        |                                                        |                                                        |                                                        |                                                        |  |  |                                                |                                                |                                                |                                                |                                                |                                                |  |  |                                                  |                                                  |                                                  |                                                  |                                                  |                                                  |  |  |                    |                    |                    |                    |                    |                    |  |  |          |          |                  |                  |                  |                  |                  |                  |          |          |                            |                            |                            |                            |                            |                            |                      |                      |                      |                      |                      |                      |            |            |      |      |      |      |      |      |  |  |        |        |        |        |        |        |  |  |
|                                                        |                                                        |                                                        |                                                        |                                                        |                                                        |  |  |                                                |                                                |                                                |                                                |                                                |                                                |  |  |                                                  |                                                  |                                                  |                                                  |                                                  |                                                  |  |  |                    |                    |                    |                    |                    |                    |  |  |          |          |                  |                  |                  |                  |                  |                  |          |          |                            |                            |                            |                            |                            |                            |                      |                      |                      |                      |                      |                      |            |            |      |      |      |      |      |      |  |  |        |        |        |        |        |        |  |  |
| エイゴン三世                                           | エイゴン三世                                           | エイゴン三世                                           | エイゴン三世                                           | エイゴン三世                                           | エイゴン三世                                           |  |  |                                                |                                                |                                                |                                                |                                                |                                                |  |  | ヴィセーリス二世                                 | ヴィセーリス二世                                 | ヴィセーリス二世                                 | ヴィセーリス二世                                 | ヴィセーリス二世                                 | ヴィセーリス二世                                 |  |  |                    |                    |                    |                    |                    |                    |  |  |          |          |                  |                  |                  |                  |                  |                  |          |          |                            |                            |                            |                            |                            |                            |                      |                      |                      |                      |                      |                      |            |            |      |      |      |      |      |      |  |  |        |        |        |        |        |        |  |  |
| エイゴン三世                                           | エイゴン三世                                           | エイゴン三世                                           | エイゴン三世                                           | エイゴン三世                                           | エイゴン三世                                           |  |  |                                                |                                                |                                                |                                                |                                                |                                                |  |  | ヴィセーリス二世                                 | ヴィセーリス二世                                 | ヴィセーリス二世                                 | ヴィセーリス二世                                 | ヴィセーリス二世                                 | ヴィセーリス二世                                 |  |  |                    |                    |                    |                    |                    |                    |  |  |          |          |                  |                  |                  |                  |                  |                  |          |          |                            |                            |                            |                            |                            |                            |                      |                      |                      |                      |                      |                      |            |            |      |      |      |      |      |      |  |  |        |        |        |        |        |        |  |  |
|                                                        |                                                        |                                                        |                                                        |                                                        |                                                        |  |  |                                                |                                                |                                                |                                                |                                                |                                                |  |  |                                                  |                                                  |                                                  |                                                  |                                                  |                                                  |  |  |                    |                    |                    |                    |                    |                    |  |  |          |          |                  |                  |                  |                  |                  |                  |          |          |                            |                            |                            |                            |                            |                            |                      |                      |                      |                      |                      |                      |            |            |      |      |      |      |      |      |  |  |        |        |        |        |        |        |  |  |
| デイナ                                                 | デイナ                                                 | デイナ                                                 | デイナ                                                 | デイナ                                                 | デイナ                                                 |  |  |                                                |                                                |                                                |                                                |                                                |                                                |  |  | エイゴン四世                                     | エイゴン四世                                     | エイゴン四世                                     | エイゴン四世                                     | エイゴン四世                                     | エイゴン四世                                     |  |  |                    |                    |                    |                    |                    |                    |  |  | ネイリス | ネイリス | ネイリス         | ネイリス         | ネイリス         | ネイリス         |                  |                  | エイモン | エイモン | エイモン                   | エイモン                   | エイモン                   | エイモン                   |                            |                            |                      |                      |                      |                      |                      |                      |            |            |      |      |      |      |      |      |  |  |        |        |        |        |        |        |  |  |
| デイナ                                                 | デイナ                                                 | デイナ                                                 | デイナ                                                 | デイナ                                                 | デイナ                                                 |  |  |                                                |                                                |                                                |                                                |                                                |                                                |  |  | エイゴン四世                                     | エイゴン四世                                     | エイゴン四世                                     | エイゴン四世                                     | エイゴン四世                                     | エイゴン四世                                     |  |  |                    |                    |                    |                    |                    |                    |  |  | ネイリス | ネイリス | ネイリス         | ネイリス         | ネイリス         | ネイリス         |                  |                  | エイモン | エイモン | エイモン                   | エイモン                   | エイモン                   | エイモン                   |                            |                            |                      |                      |                      |                      |                      |                      |            |            |      |      |      |      |      |      |  |  |        |        |        |        |        |        |  |  |
|                                                        |                                                        |                                                        |                                                        |                                                        |                                                        |  |  |                                                |                                                |                                                |                                                |                                                |                                                |  |  |                                                  |                                                  |                                                  |                                                  |                                                  |                                                  |  |  |                    |                    |                    |                    |                    |                    |  |  |          |          |                  |                  |                  |                  |                  |                  |          |          |                            |                            |                            |                            |                            |                            |                      |                      |                      |                      |                      |                      |            |            |      |      |      |      |      |      |  |  |        |        |        |        |        |        |  |  |
|                                                        |                                                        |                                                        |                                                        |                                                        |                                                        |  |  |                                                |                                                |                                                |                                                |                                                |                                                |  |  |                                                  |                                                  |                                                  |                                                  |                                                  |                                                  |  |  |                    |                    |                    |                    |                    |                    |  |  |          |          |                  |                  |                  |                  |                  |                  |          |          |                            |                            |                            |                            |                            |                            |                      |                      |                      |                      |                      |                      |            |            |      |      |      |      |      |      |  |  |        |        |        |        |        |        |  |  |
| デイモン・ブラックファイア(黒きドラゴン)               | デイモン・ブラックファイア(黒きドラゴン)               | デイモン・ブラックファイア(黒きドラゴン)               | デイモン・ブラックファイア(黒きドラゴン)               | デイモン・ブラックファイア(黒きドラゴン)               | デイモン・ブラックファイア(黒きドラゴン)               |  |  | エイガー・リヴァーズ(ビタースティール、鋼の剣) | エイガー・リヴァーズ(ビタースティール、鋼の剣) | エイガー・リヴァーズ(ビタースティール、鋼の剣) | エイガー・リヴァーズ(ビタースティール、鋼の剣) | エイガー・リヴァーズ(ビタースティール、鋼の剣) | エイガー・リヴァーズ(ビタースティール、鋼の剣) |  |  | ブリンデン・リヴァーズ、ブラッドレイブン、血斑鴉 | ブリンデン・リヴァーズ、ブラッドレイブン、血斑鴉 | ブリンデン・リヴァーズ、ブラッドレイブン、血斑鴉 | ブリンデン・リヴァーズ、ブラッドレイブン、血斑鴉 | ブリンデン・リヴァーズ、ブラッドレイブン、血斑鴉 | ブリンデン・リヴァーズ、ブラッドレイブン、血斑鴉 |  |  | シエラ・シースター | シエラ・シースター | シエラ・シースター | シエラ・シースター | シエラ・シースター | シエラ・シースター |  |  |          |          | ミリア・マーテル | ミリア・マーテル | ミリア・マーテル | ミリア・マーテル | ミリア・マーテル | ミリア・マーテル |          |          | デイロン二世(赤きドラゴン) | デイロン二世(赤きドラゴン) | デイロン二世(赤きドラゴン) | デイロン二世(赤きドラゴン) | デイロン二世(赤きドラゴン) | デイロン二世(赤きドラゴン) |                      |                      | デナーリス           | デナーリス           | デナーリス           | デナーリス           | デナーリス | デナーリス |      |      |      |      |      |      |  |  |        |        |        |        |        |        |  |  |
| デイモン・ブラックファイア(黒きドラゴン)               | デイモン・ブラックファイア(黒きドラゴン)               | デイモン・ブラックファイア(黒きドラゴン)               | デイモン・ブラックファイア(黒きドラゴン)               | デイモン・ブラックファイア(黒きドラゴン)               | デイモン・ブラックファイア(黒きドラゴン)               |  |  | エイガー・リヴァーズ(ビタースティール、鋼の剣) | エイガー・リヴァーズ(ビタースティール、鋼の剣) | エイガー・リヴァーズ(ビタースティール、鋼の剣) | エイガー・リヴァーズ(ビタースティール、鋼の剣) | エイガー・リヴァーズ(ビタースティール、鋼の剣) | エイガー・リヴァーズ(ビタースティール、鋼の剣) |  |  | ブリンデン・リヴァーズ、ブラッドレイブン、血斑鴉 | ブリンデン・リヴァーズ、ブラッドレイブン、血斑鴉 | ブリンデン・リヴァーズ、ブラッドレイブン、血斑鴉 | ブリンデン・リヴァーズ、ブラッドレイブン、血斑鴉 | ブリンデン・リヴァーズ、ブラッドレイブン、血斑鴉 | ブリンデン・リヴァーズ、ブラッドレイブン、血斑鴉 |  |  | シエラ・シースター | シエラ・シースター | シエラ・シースター | シエラ・シースター | シエラ・シースター | シエラ・シースター |  |  |          |          | ミリア・マーテル | ミリア・マーテル | ミリア・マーテル | ミリア・マーテル | ミリア・マーテル | ミリア・マーテル |          |          | デイロン二世(赤きドラゴン) | デイロン二世(赤きドラゴン) | デイロン二世(赤きドラゴン) | デイロン二世(赤きドラゴン) | デイロン二世(赤きドラゴン) | デイロン二世(赤きドラゴン) |                      |                      | デナーリス           | デナーリス           | デナーリス           | デナーリス           | デナーリス | デナーリス |      |      |      |      |      |      |  |  |        |        |        |        |        |        |  |  |
|                                                        |                                                        |                                                        |                                                        |                                                        |                                                        |  |  |                                                |                                                |                                                |                                                |                                                |                                                |  |  |                                                  |                                                  |                                                  |                                                  |                                                  |                                                  |  |  |                    |                    |                    |                    |                    |                    |  |  |          |          |                  |                  |                  |                  |                  |                  |          |          |                            |                            |                            |                            |                            |                            |                      |                      |                      |                      |                      |                      |            |            |      |      |      |      |      |      |  |  |        |        |        |        |        |        |  |  |
|                                                        |                                                        |                                                        |                                                        |                                                        |                                                        |  |  |                                                |                                                |                                                |                                                |                                                |                                                |  |  |                                                  |                                                  |                                                  |                                                  |                                                  |                                                  |  |  |                    |                    |                    |                    |                    |                    |  |  |          |          |                  |                  |                  |                  |                  |                  |          |          |                            |                            |                            |                            |                            |                            |                      |                      |                      |                      |                      |                      |            |            |      |      |      |      |      |      |  |  |        |        |        |        |        |        |  |  |
| デイモン・ブラックファイア(フィドル弾きのサー・ジョン) | デイモン・ブラックファイア(フィドル弾きのサー・ジョン) | デイモン・ブラックファイア(フィドル弾きのサー・ジョン) | デイモン・ブラックファイア(フィドル弾きのサー・ジョン) | デイモン・ブラックファイア(フィドル弾きのサー・ジョン) | デイモン・ブラックファイア(フィドル弾きのサー・ジョン) |  |  | 他の多数の子たち                               | 他の多数の子たち                               | 他の多数の子たち                               | 他の多数の子たち                               | 他の多数の子たち                               | 他の多数の子たち                               |  |  | ベイラー(槍砕き)                                 | ベイラー(槍砕き)                                 | ベイラー(槍砕き)                                 | ベイラー(槍砕き)                                 | ベイラー(槍砕き)                                 | ベイラー(槍砕き)                                 |  |  | エイリス一世       | エイリス一世       | エイリス一世       | エイリス一世       | エイリス一世       | エイリス一世       |  |  | Aelinor  | Aelinor  | Aelinor          | Aelinor          | Aelinor          | Aelinor          |                  |                  | レイガル | レイガル | レイガル                   | レイガル                   | レイガル                   | レイガル                   |                            |                            | メイカー一世         | メイカー一世         | メイカー一世         | メイカー一世         | メイカー一世         | メイカー一世         |            |            |      |      |      |      |      |      |  |  |        |        |        |        |        |        |  |  |
| デイモン・ブラックファイア(フィドル弾きのサー・ジョン) | デイモン・ブラックファイア(フィドル弾きのサー・ジョン) | デイモン・ブラックファイア(フィドル弾きのサー・ジョン) | デイモン・ブラックファイア(フィドル弾きのサー・ジョン) | デイモン・ブラックファイア(フィドル弾きのサー・ジョン) | デイモン・ブラックファイア(フィドル弾きのサー・ジョン) |  |  | 他の多数の子たち                               | 他の多数の子たち                               | 他の多数の子たち                               | 他の多数の子たち                               | 他の多数の子たち                               | 他の多数の子たち                               |  |  | ベイラー(槍砕き)                                 | ベイラー(槍砕き)                                 | ベイラー(槍砕き)                                 | ベイラー(槍砕き)                                 | ベイラー(槍砕き)                                 | ベイラー(槍砕き)                                 |  |  | エイリス一世       | エイリス一世       | エイリス一世       | エイリス一世       | エイリス一世       | エイリス一世       |  |  | Aelinor  | Aelinor  | Aelinor          | Aelinor          | Aelinor          | Aelinor          |                  |                  | レイガル | レイガル | レイガル                   | レイガル                   | レイガル                   | レイガル                   |                            |                            | メイカー一世         | メイカー一世         | メイカー一世         | メイカー一世         | メイカー一世         | メイカー一世         |            |            |      |      |      |      |      |      |  |  |        |        |        |        |        |        |  |  |
|                                                        |                                                        |                                                        |                                                        |                                                        |                                                        |  |  |                                                |                                                |                                                |                                                |                                                |                                                |  |  |                                                  |                                                  |                                                  |                                                  |                                                  |                                                  |  |  |                    |                    |                    |                    |                    |                    |  |  |          |          |                  |                  |                  |                  |                  |                  |          |          |                            |                            |                            |                            |                            |                            |                      |                      |                      |                      |                      |                      |            |            |      |      |      |      |      |      |  |  |        |        |        |        |        |        |  |  |
|                                                        |                                                        |                                                        |                                                        |                                                        |                                                        |  |  |                                                |                                                |                                                |                                                |                                                |                                                |  |  |                                                  |                                                  |                                                  |                                                  |                                                  |                                                  |  |  |                    |                    |                    |                    |                    |                    |  |  |          |          |                  |                  |                  |                  |                  |                  |          |          |                            |                            |                            |                            |                            |                            |                      |                      |                      |                      |                      |                      |            |            |      |      |      |      |      |      |  |  |        |        |        |        |        |        |  |  |
|                                                        |                                                        |                                                        |                                                        |                                                        |                                                        |  |  | ヴァラー                                       | ヴァラー                                       | ヴァラー                                       | ヴァラー                                       | ヴァラー                                       | ヴァラー                                       |  |  | マターリス                                       | マターリス                                       | マターリス                                       | マターリス                                       | マターリス                                       | マターリス                                       |  |  | デイロン           | デイロン           | デイロン           | デイロン           | デイロン           | デイロン           |  |  | エリオン | エリオン | エリオン         | エリオン         | エリオン         | エリオン         |                  |                  | エイモン | エイモン | エイモン                   | エイモン                   | エイモン                   | エイモン                   |                            |                            | エイゴン五世(エッグ) | エイゴン五世(エッグ) | エイゴン五世(エッグ) | エイゴン五世(エッグ) | エイゴン五世(エッグ) | エイゴン五世(エッグ) |            |            | Rhae | Rhae | Rhae | Rhae | Rhae | Rhae |  |  | Daella | Daella | Daella | Daella | Daella | Daella |  |  |

シリーズに登場する人物は太字で表す。ターガリエン家 も参照。

## 他の氷と炎の歌の物語での言及
ジェイミー(ジェイム)・ラニスターが『剣嵐の大地』で回想した時、”サー・ダンカン・ザ・トール”(長身のサー・ダンカン)の名前が〈王の盾〉の著名な総帥(司令官)の一人として出る。同じ章において、バリスタン・セルミーの記録の中に、彼が”サー・ダンカン・ザ・トール”をキングズランディングの冬の馬上試合で破ったことが述べられている。
『七王国の玉座』の付録の中のターガリエン家の家系図の中で、エッグがエイゴン五世王(不似合い王あるいは異例王とも呼ばれる)となり233年から259年まで統治したことが示されている。エッグの孫がターガリエン王朝最後の王である狂王エイリス(エリス)となる。
『王狼たちの戦旗』の中で、エッグの兄のメイスター・エイモンが玉座を差し出されたが、これを断って玉座にエッグを薦めたことが明らかにされている。王となったエッグはエイモンが統治を助けてくれることを望んだが、エイモンはメイスターとしての仕事を続けることを選び、〈壁〉に行くことになった。
『剣嵐の大地』において、プリンス・オベリン・マーテルは「ターガリエン王朝では、王族を襲ったものはそれに使用した手を失ったものだ」と言っており、これは『放浪の騎士』で起きたのと同じ状況を指している。
『乱鴉の饗宴』において、ブライエニーはダンクの盾と似た木の枝を盾に描かせており、これは以前ブライエニーが父親の武器庫で見た盾から意匠をとっている。また、同じく『乱鴉の饗宴』において、ブライエニーは姓をヘドルという娘（The Mystery Knightにおいてダンクに殺される黒のトム・ヘドルの子孫かもしれない）が経営する旅籠に来る。
同じく『乱鴉の饗宴』において、メイスター・エイモンはうわごとで何度もエッグの名前を口にする。エッグの娘の一人が、バラシオン家の息子に嫁ぎ、その子がステッフォン・バラシオン公となったため、ロバート、スタニス、そしてレンリーはみなエッグの曾孫であることが明らかになる。また、メイスター・エイモンが〈壁〉に向かった時には、ダンクを護衛とし、後に〈壁〉の総帥となる〈血斑鴉〉ブリンデン・リヴァーズを含む囚人たちと一緒に〈黄金のドラゴン〉号に乗って〈東の物見城〉に安全に着くようエッグが取り計らったと語る。
『竜との舞踏』において、バリスタン・セルミーが回想するに、王となったエッグは子供たちに政略結婚ではなく愛のための結婚を許したとある。エッグ自身が愛のための結婚をしたため、子供たちにも許したのであるが、これが名家の間に恨みと反逆をもたらし、最終的には"夏の城館(サマーホール)の悲劇"を引き起こしたとある。

## 映像化
2021年1月21日、HBOが本シリーズのドラマ化を検討中であると報じられた。2023年4月12日、ドラマ化が発表された。

## 日本語版
- 「七王国の騎士」は3中編を集めたA Knight of the Seven Kingdomsの日本語訳　(早川書房)、酒井昭伸訳
  - ISBN 978-4152096593、2016年12月刊行 (単行本)
  - ISBN 978-4150122669、2020年1月刊行 (文庫)
- 「草臥しの騎士」の旧訳に当たる「放浪の騎士」)は『伝説は永遠に』第2巻（早川書房）に初収録、岡部宏之訳
  - ISBN 4150202818 、ISBN 978-4150202811、2000年刊行